# Бжеги-Дольне

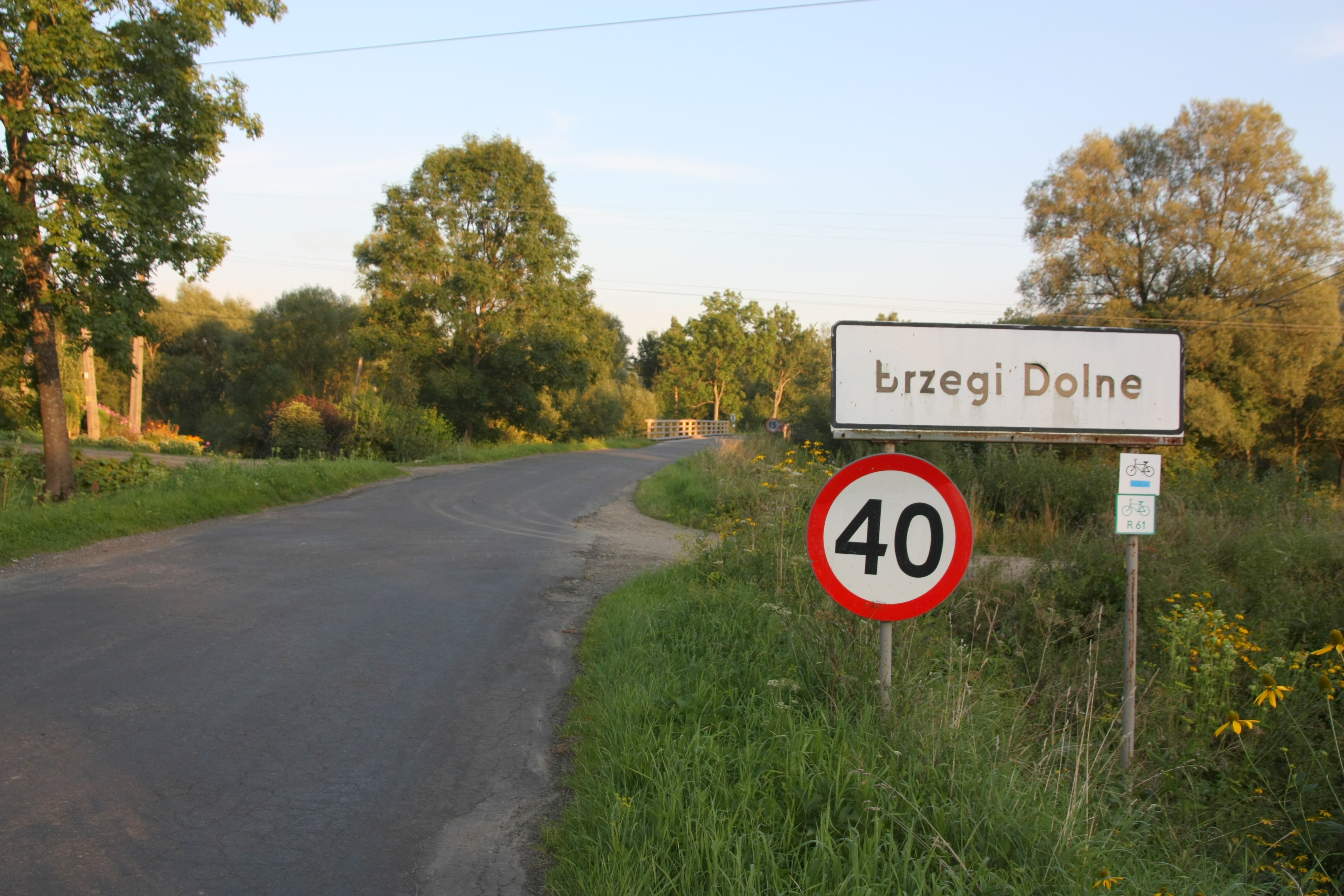

Бжеги-Дольне (пол. Brzegi Dolne, укр. Береги Долішні) — деревня в Польше, входит в Подкарпатское воеводство, Бещадский повет, гмина Устшики-Дольне.
В 1939—1951 годах входила в состав Нижне-Устрицкого района, Дрогобычской области, УССР.
В 1975—1998 годах административно принадлежала к кросненскому воеводству.
Является одним из старейших посёлков нефтяников на свете. Добыча нефти здесь существовала уже к 1884 году.

## История
Деревня была основана по положениям валашского права в 1532 году, как королевское владение пшемысльского староства. Привилей на основание деревни был выдан королём Сигизмундом Августом братьям Дмитру и Стещу. В 1544 году перешла во владение Ивана Кунашевича. Деревня входила в состав т. н. стрвяжской земли, во главе которой стоял управляющий краем из Стебника.
В 1615 году король Сигизмунд III Ваза пожаловал здешнему приходу один лан земли. В соответствии с привелеем, данная деревня должна была обрабатывать 11 ланов земли. Во время переписи, проведённой в начале XVII века, установлено, что после военных опустошений использовались только три лана жителями и два лана, принадлежавшие старосте. Старовство было тогда в руках Ивана Устшицкого и Вашка Бжезинского. Также им принадлежали корчма и мельница.
После разделов деревня перешла под власть австрийской короны. В 1782-83 годах, в рамках йозефинской колонизации, тут создан немецкий район Зигенталь. Немцы принадлежали к евангелическому приходу в Бандруве и не имели в Зигентале своей церкви, только кладбище. Действовала немецкая зимняя школа (открытая только с адвента до пасхи), в которой единственный учитель учил детей читать, писать и считать.
Согласно переписи 1921 года, в деревне было 162 дома и 1018 жителей (689 греко-католиков, 171 евангелист, 136 римско-католиков и 22 моисеевой веры).
В 1932 году, во время санации, арест 39 крестьян деревни польскими властями, стал поводом к началу леского восстания.
Немецкие жители Зигенталя были в 1940 году переселены в Германию, в соответствии с договорённостями между Германией и СССР о переселении немецких жителей с территорий отошедших к Советскому Союзу. Окончательно немецкий район был ликвидирован в 1946 году. На евангелистическом кладбище на месте бывшего Зигенталя сохранились несколько памятников.
Во второй половине сентября 1939 года, не задолго до ухода с этих территорий, гитлеровцы расстреляли в близлежащем лесу Замсы 42 еврея. Место расстрела на данный момент никак не отмечено.
В 1943 году, во время вывоза в лагеря смерти последних устшицких евреев, часть из них были расстреляны в Бжегах Дольных, на склоне холма Орлик. После возвращения советской власти, тела 60-ти казненных были эксгумированы и перезахоронены на еврейском кладбище Устшиков-Дольных.
В 1951, в соответствии с советско-польским договором об обмене территориями, украинское население было выселено в УССР, а в деревню переселены поляки из районов Белз-Сокаля.

## Церковь Михаила Архангела

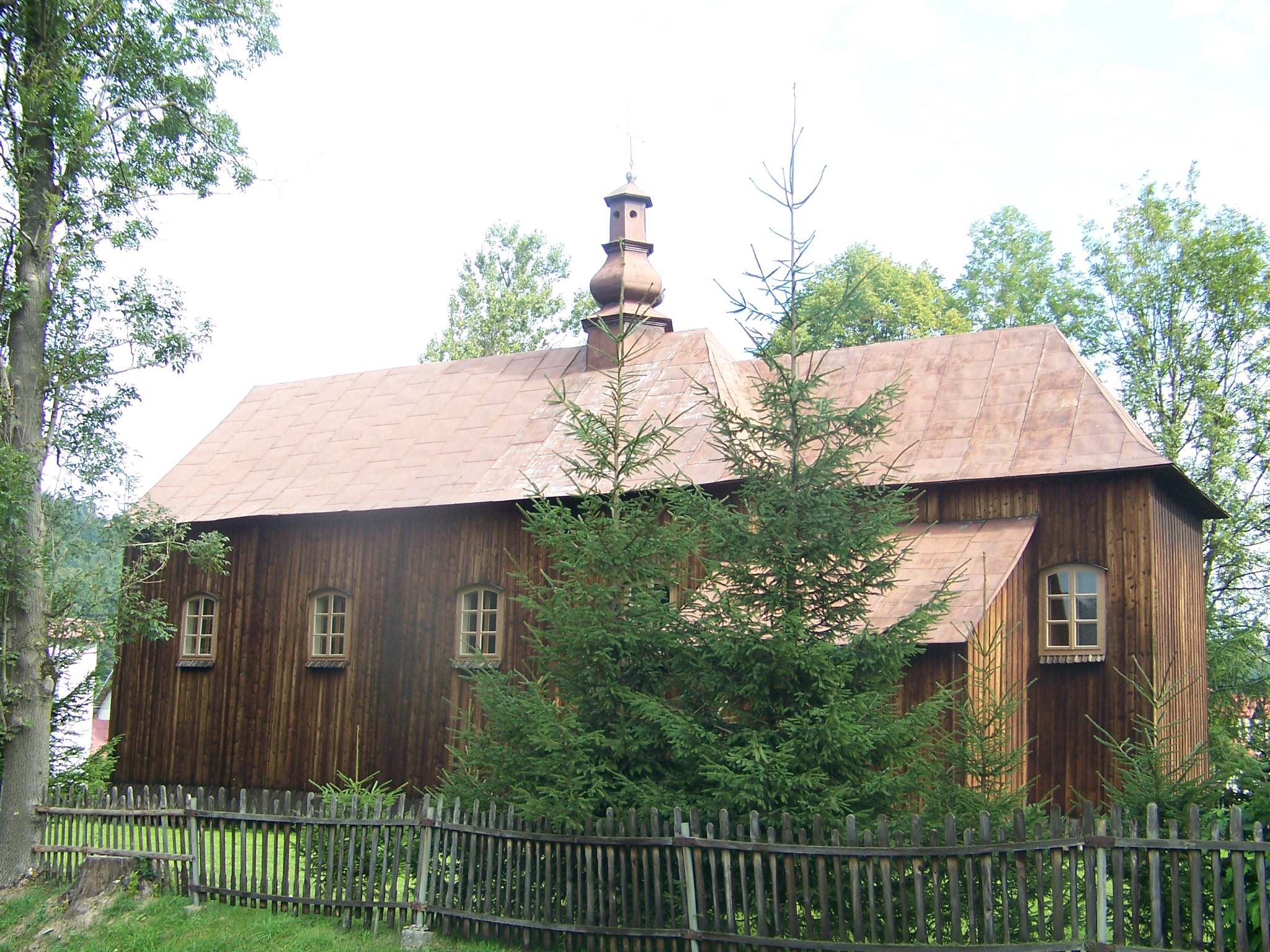

Церковь св. Михаила Архангела (ныне Костёл Девы Марии Розария) — бывшая греко-католическая церковь, построенная из дерева, в 1844 году, на месте ранее существовавшей церкви, впервые упомянутой в 1615 году.
Церковь внесена в общегосударственный реестр памятников истории.
Построена в 1844 году. Ремонтировалась в 1884, 1909 и 1922 годах. После возвращения деревни в состав Польши, использовалась как склад удобрений и стройматериалов лесничества. В 1973 году передана римско-католическому костёлу. В 1978 году полностью отремонтирована.
В церкви не сохранились элементы первоначального убранства, кроме полихромии на стенах. Наиболее ценный элемент современного убранства церкви, резные скульптуры XVIII века, были перенесены из костёла в Пшеворске.
На запад от церкви находиться звонница, по видимому сооруженная одновременно с церковью.

## Известные личности
- С 1914 до своей смерти в 1919 в деревне жил Михаил Иванович Зубрицкий — известный украинский галицкий этнограф, фольклорист, педагог, историк, публицист. Его могила находится на местном кладбище[9].